# Alexandra Stoian
Pour les articles homonymes, voir Stoian.
Alexandra Stoian, née Rusu le 5 août 1983 à Bran, est une biathlète roumaine.

## Biographie
Elle fait ses débuts en Coupe du monde en 1999. Aux Jeux olympiques d'hiver de 2002 elle est 72e du sprint.
Elle remporte une médaille de bronze sur l'individuelle aux Championnats d'Europe junior 2004.
Aux Jeux olympiques d'hiver de 2006, elle 45e du sprint, ne finit pas la poursuite, est 68e de l'individuelle et 14e du relais.
Elle signe aussi ses meilleures performances aux Mondiaux lors des Championnats du monde de Pyeongchang où elle finit 29e du sprint et 8e du relais. Au début de la saison 2009-2010, elle obtient le meilleur résultat individuel de sa carrière, une 24e place au sprint de Pokljuka. Aux Jeux olympiques d'hiver de 2010, sa dernière compétition internationale, elle est 84e du sprint.

## Palmarès

### Jeux olympiques d'hiver
| Épreuve / Édition | Salt Lake City 2002 | Turin 2006 | Vancouver 2010 |
| Sprint            | 72e                 | 45e        | 84e            |
| Poursuite         |                     | LAP        |                |
| Individuelle      |                     | 68e        |                |
| Mass start        |                     |            |                |
| Relais            |                     | 14e        |                |

### Championnats du monde
| Épreuve / Édition                | Individuelle | Sprint | Poursuite | Départ en masse | Relais | Relais mixte                     |
| Mondiaux 2005 Hochfilzen         | 59e          | 76e    | -         | -               | 14e    | Épreuve inexistante à cette date |
| Mondiaux 2007 Antholz-Anterselva | 64e          | 80e    | -         | -               | 11e    |                                  |
| Mondiaux 2008 Östersund          | 45e          | 78e    | -         | -               | 11e    | -                                |
| Mondiaux 2009 Pyeongchang        | 68e          | 29e    | 57e       | -               | 8e     | -                                |

Légende :

 :épreuve inexistante

- : n'a pas participé à l'épreuve

### Coupe du monde
- Meilleur classement général : 84e en 2010.
- Meilleur résultat individuel : 8e.

#### Différents classements en Coupe du monde
| Année     | Classement général final | Sprint | Poursuite | Individuelle | Mass start |
| 2008-2009 | 85e                      | 78e    | -         | -            | -          |
| 2009-2010 | 84e                      | 73e    | -         | -            | -          |

### Championnats d'Europe junior
- Médaille de bronze de l'individuelle en 2004.